# Yabing Masalon Dulo
Yabing Masalon Dulo (Polomolok, Cotabato del Sur, 8 de agosto de 1914-26 de enero de 2021), generalmente referida como Fu Yabing, fue una tejedora maestra textil y pintora filipina, acreditada con preservar el tradicional arte Bilán mabal tabih de costura y pintura. Al momento de su muerte, era una  de los únicos dos diseñadores maestros supervivientes del arte mabal tabih del pueblo indígena Bilán de Mindanao del sur en las Filipinas.
Recibió el Premio de Tesoros Nacionales Vivos de las Filipinas a través de la Comisión Nacional para la Cultura y las Artes.

## Biografía
Nació el 8 de agosto de 1914, en Polomolok, Cotabato del Sur. Residió en Monte Matutum. Empezó a tejer a la edad de 14 años. Dos de sus tabih son considerados piezas maestras. Uno de los cuales se expone en el Museo Nacional de Filipinas.
Para preservar la tradición de tejido Bilán, Fu Yabing enseñó el oficio de tabih a su única hija Lamina Dulo Gulili y a mujeres de su comunidad. También obtuvo el título honorífico "Fu," como anciana Bilán.
Se retiró de tejer en 2018 después de tener un accidente en motocicleta.
Murió en su sueño el 26 de enero de 2021 a la edad de 106.